# Defender of the Crown
Defender of the Crown è un videogioco strategico a turni con minigiochi d'azione, ambientato nell'Inghilterra medievale, realizzato dalla Cinemaware e progettato da Kellyn Beck. Inizialmente fu pubblicato per il computer Amiga nel 1986, successivamente uscirono molte conversioni tra cui MS-DOS, Nintendo Entertainment System, Atari ST, Commodore 64, Apple IIGS. Con la versione Amiga, Defender of the Crown fu una pietra miliare della qualità grafica, divenne un titolo molto popolare e lanciò la Cinemaware ai vertici del settore. Rappresentava un nuovo standard di riferimento della grafica (ottenendo ad esempio, sulla grafica, un giudizio del 99% da Zzap! e un "10 e lode" da Bit) e si considera la prima killer application dell'Amiga.
Un seguito, Defender of the Crown II (1993), uscì solo per Amiga CD32.
Un remake, intitolato Robin Hood: Defender of the Crown, fu messo in commercio nel 2003 per PlayStation 2, Xbox e Windows. Nel 2007 uscì un altro seguito per Windows, Defender of the Crown: Heroes Live Forever.

## Trama
Il gioco è ambientato nel Medioevo; il re d'Inghilterra (King Richard) è stato rapito durante le crociate e le diverse fazioni stanno lottando tra loro per il controllo del territorio. La nazione è senza controllo e senza un sovrano.
Ambientato nell'Inghilterra del 1149, il gioco inizia con Robin Hood che informa il giocatore che Re Riccardo è morto, e il regno, rimasto senza eredi, è diviso tra i suoi vassalli. Il giocatore veste i panni di uno dei quattro principali signori sassoni (Wilfred di Ivanhoe, Cedric di Rotherwood, Geoffrey Longsword e Wolfric il Selvaggio), e guida il suo regno per riunificare l'Inghilterra, respingendo i normanni.

## Modalità di gioco
Il giocatore sceglie uno dei quattro possibili signori e deve conquistare l'Inghilterra, suddivisa in 18 territori, solo uno dei quali inizialmente è in suo possesso e ospita il suo castello. Sono presenti altri cinque signori controllati dal computer, di cui tre avversari normanni, anch'essi inizialmente possessori di un territorio con castello a testa, mentre i restanti territori non hanno un proprietario. Ogni signore ha un diverso livello di tre abilità: comando, giostra e spada. Menù a tendina disegnati su pergamena permettono di fare le proprie scelte strategiche. Le azioni principali sono consultare la mappa, indire un torneo, organizzare una campagna di conquista territoriale, e fare una razzia a scopo di saccheggio dell'oro nemico.
Per conquistare gli altri territori e castelli, il giocatore deve ammassare truppe spendendo le rendite dei propri possedimenti. Si possono acquisire soldati, cavalieri, catapulte (necessarie per assediare i castelli) e castelli minori, e assegnare le forze mobili all'esercito di invasione, che è sempre concentrato su un unico territorio, o alla difesa del castello. Quando in un territorio si incontrano forze nemiche, per la battaglia campale si sceglie solo una strategia base e il risultato viene calcolato in automatico. Questa è la parte meno spettacolare del gioco su Amiga in quanto non viene mostrata grafica; un poco di grafica venne aggiunto nelle conversioni. I territori possono essere vinti anche tramite le giostre, quando vengono messi in palio. Ogni territorio ha una rendita per turno, in oro e in vassalli. Di tanto in tanto, il giocatore può tentare di salvare una damigella sassone rapita; in caso di riuscita si ottiene una scena d'amore con la bella. Un numero limitato di volte ci si può appellare all'aiuto di Robin Hood per le battaglie. Le vittorie nei tornei e i salvataggi di damigelle aumentano l'abilità di comando del proprio personaggio.
Le possibili sequenze d'azione:
- Torneo: si impersona il cavaliere con visuale in prima persona dalla sella e si deve dirigere la lancia da giostra contro l'avversario che si avvicina al galoppo[8]. Nella versione NES venne aggiunta anche una fase picchiaduro a piedi con le mazze chiodate[9].
- Incursione: si controlla un gruppo di spadaccini che si introduce nottetempo in un castello e affronta guardie anch'esse armate di spade. La vista è di lato, su due schermate, prima il cortile e poi l'interno del castello. Questa sequenza si affronta sia per le razzie, sia per il salvataggio delle damigelle.
- Assedio: viene mostrata una scena fissa sul castello nemico, inquadrata da dietro la propria catapulta. Si regola il tiro della catapulta per cercare di aprire progressivamente un varco nelle mura.
- Assedio in difesa: fase presente nella versione NES, gli attaccanti vanno eliminati tirando colpi di balestra in prima persona, prima che espugnino il castello[9].

## Conversioni
Di seguito tutte le conversioni storiche con eventuali peculiarità:
- Amiga - versione originale
- Amstrad CPC - penalizzata da colori stranamente accesi. Il computer è di vecchia generazione come il Commodore 64, la versione ha dettagli grafici leggermente superiori a quest'ultimo, ma è carente sul piano audio[2].
- Atari ST - versione quasi gemella di quella Amiga, come spesso accadeva, ma con lieve calo del dettaglio grafico[2].
- Apple IIGS - anch'essa molto fedele, ma inferiore all'Atari ST su alcuni aspetti[2].
- Commodore 64 - nonostante i limiti tecnici della macchina di vecchia generazione, fu una delle conversioni più fedeli, ridotta solo sul piano della spettacolarità grafica. Uscirono versioni su disco e su cassetta, e quest'ultima subì dei tagli, comunque limitati all'assenza di alcune schermate[2].
- Commodore CDTV - grazie al supporto CD introdusse una voce narrante e una più ricca colonna sonora, ma per il resto il gioco rimase identico[10].
- CDi - come CDTV[10].
- Game Boy Advance - giunta molti anni dopo (2002), si basa sull'adattamento NES, con profonde revisioni delle sequenze di giostre e duelli[10].
- Nintendo Entertainment System - privata di molte sequenze d'intermezzo, si incentra più sulle sequenze d'azione, proponendo anche minigiochi aggiuntivi inediti[10].
- Macintosh - monocromatica, non meno dettagliata, ma con framerate ridotto e sonoro minimale[10].
- PC (varie edizioni PC booter e MS-DOS) - supporta il video CGA (4 colori) e EGA (16 colori); anche quest'ultima comunque non raggiunge il livello di aminazione e sonoro di Amiga[10].

La versione ZX Spectrum venne sviluppata professionalmente, ma la Mirrorsoft decise di non pubblicarlo e fu diffuso come freeware.
Esiste un porting amatoriale per Commodore 16 tratto dalla versione Commodore 64.
La Cinemaware, fallita nel 1992 e rifondata nel 2000, ha pubblicato anche delle versioni rimasterizzate digitalmente di alcuni suoi giochi classici. Tra queste c'è anche Defender of the Crown, uscito per Windows e Macintosh nel 2002.
Emulazioni autorizzate della versione Amiga sono uscite per Android e iOS.
In epoca di retrogaming sono uscite conversioni autorizzate anche per console Atari Jaguar e Intellivision.

## Sviluppo
Defender of the Crown fu il primo titolo della Cinemaware. Il gioco originale per Amiga venne sviluppato dalla Master Designer Software, compagnia che era dietro al marchio Cinemaware. Occupando due dischetti da 880 kB, appariva all'epoca come il gioco per computer più complesso mai pubblicato, con grafica straordinariamente dettagliata.
Robert Jacob, presidente dell'azienda, iniziò a febbraio 1986 proponendo al designer Kellyn Beeck di realizzare un gioco con la tipica ambientazione medievale eroica, con cavalieri, castelli e damigelle in pericolo.
Beeck propose a Jacob le prime bozze di design di un gioco basato su Robin Hood, che già conteneva il grosso delle idee poi implementate. Dopo quattro mesi, a luglio 1986, Defender of the Crown aveva praticamente preso la forma definitiva. Nel frattempo Jim Sachs (James D. Sachs) venne assegnato alla direzione artistica; all'epoca Sachs divenne un noto artista grafico del settore. In seguito Jim Cuomo venne contattato in Francia per occuparsi della parte musicale; era già un innovatore e autore di diversi dischi di computer music, noto a Jacob. Robert J. Mical prese parte al progetto per quanto riguarda la programmazione; Mical aveva partecipato in precedenza alla realizzazione dell'Amiga stesso. Nel tempo di appena due mesi e mezzo riuscì a combinare tutti gli elementi. Contributo importante fu dato anche al coordinamento da John Cutter, direttore creativo dell'azienda.
La versione Amiga fu programmata in tempi molto stretti e con problemi dovuti all'abbandono di due programmatori, perciò non si fece in tempo a implementare alcune caratteristiche pianificate del gioco. Queste apparvero invece nelle successive conversioni, ad esempio la possibilità di cambiare il tipo di munizioni della catapulta. Nel 1988 Robert Jacob descrisse la versione Atari ST come la più completa.
Come dichiarato nel manuale stesso, che dedica alcune pagine all'argomento, Defender of the Crown è un tributo ai classici film hollywoodiani d'avventura in costume, in particolare tutti i film di Robin Hood e Ivanhoe.